# هيزاوا
هيزاوا هي قرية ريفية آشورية تقع في ناحية دركار في قضاء زاخو شمال محافظة دهوك في شمال العراق، يسكنها حوالي 4000 نسمة.